# Apanteles sarpedon
Apanteles sarpedon är en stekelart som beskrevs av de Saeger 1944. Apanteles sarpedon ingår i släktet Apanteles, och familjen bracksteklar. Inga underarter finns listade i Catalogue of Life.